# Adlerstein
Der Adlerstein ist eine Erhebung im sächsischen Erzgebirge bei Pockau-Lengefeld. Auf dem Gipfel steht die Station Nr. 87 der Königlich-Sächsischen Triangulation. Es ist ein Pfeiler, mit dem um 1870 die Landesvermessung Sachsens durchgeführt wurde. Heute würde man ihn als Trigonometrischen Punkt (TP) bezeichnen. 

## Lage und Umgebung
Der Adlerstein liegt im Mittleren Erzgebirge unweit der von der Heinzebank nach Pockau führenden Bundesstraße 101, in welche unweit davon die Lengefelder Straße mündet. Unmittelbar am Fuße befindet sich das bekannte Kalkwerk Lengefeld. Zusammen mit dem Lauterbacher Knochen bietet der Adlerstein sich ergänzende Aussichten, die jedoch teilweise verwachsen sind.

## Aussicht
Zu sehen sind u. a. die Saydaer und Brander Höhe, Waldkirchen, Marienberg, Dittersdorfer Höhe, Pöhlberg sowie Jelení hora (Haßberg), Hora Svaté Kateřiny (Katharinaberg) und der Čihadlo (Lauschhübei) in Tschechien.